# أيكة

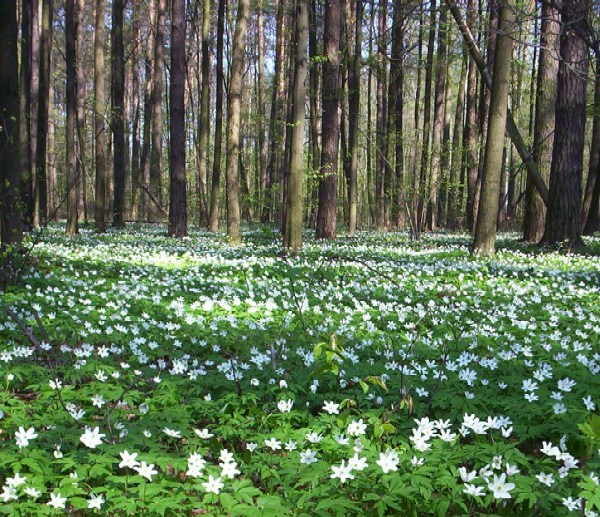
أيكة في بولندا.

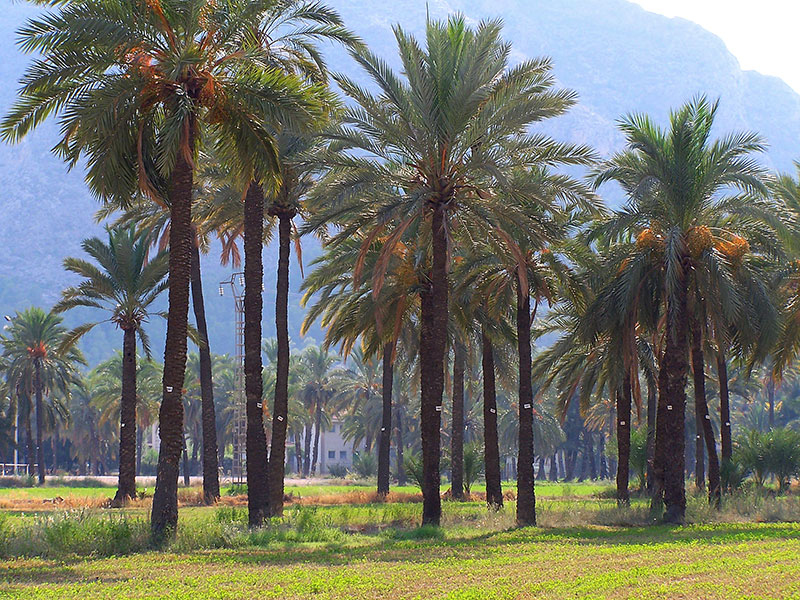
أيكة نخيل في أريُلَة إسبانيا

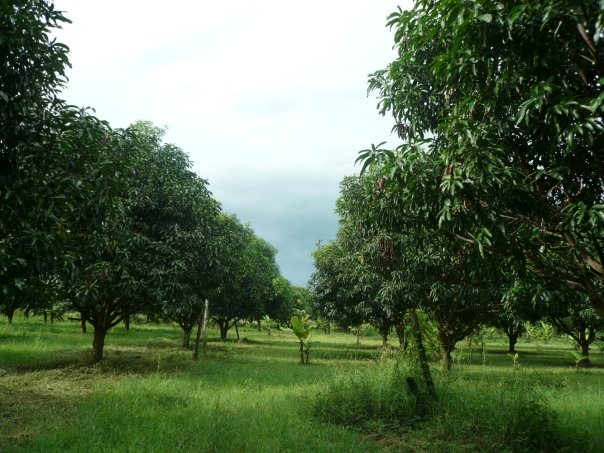
أيكة منجة في الفلبين.

الأيكة أو الغَيضة هي مجموعة صغيرة من الأشجار ذات شجيرات قليلة أو معدومة تنمو تحتها، قد تكون مثل بستان صغير مزروع لزراعة الفاكهة أو المكسرات. وعادة ما يحيط بالأيكة مكان مكشوفٌ. فهي مخالفةٌ للفُرجة، وهي المكان المكشوف المحاط بالأشجار.

## الأيكة في اللغة
ورد في المعجم الوسيط ما يلي، الأيْكَةُ : الشَّجر الكثير الملتفّ. ويقال: فلانٌ فَرْعٌ من أيْكَة المجد. والجمع : أيْك. أيِكَ الشَّجَرُ أيِكَ َ أيْكاً: كَثُرَ والتَفَّ، فهو أَيِكٌ.

## الأيكة في الطبيعة
المعنى الرئيسي لمصطلح الأيكة هو مجموعة من الأشجار تنمو مجتمعةً بدون العديد من الشجيرات أو النباتات الأخرى تحتها.
عادة ما تكون الأيكات الطبيعية صغيرة، ربما لا تزيد عن بضعة أفدنة. أما البساتين التي عادة ما تكون غرسًا متعمدًا للأشجار فقد تكون صغيرة أو كبيرة جدًا.